# Gewoon knikkertjesmos
Gewoon knikkertjesmos (Physcomitrium pyriforme) is een soort uit het geslacht knikkertjesmos (Physcomitrium).

## Determinatie
Gewoon knikkertjesmos is een topkapselmos dat rozetten vormt die zowel afzonderlijk als in zoden kunnen groeien. De bladvorm is spatelvormig en kort toegespitst. De bladrand is vooral aan de top getand. De sporenkapsels zijn als ze rijp zijn bruin en kelkvormig. Het huikje is kapvormig, lang gesnaveld en heeft drie stompe slippen.

## Ecologie
Gewoon knikkertjesmos is een eutrafente pioniersoort. Ze komt voor op kleine open plekken in weilanden (zoals trapgaten, kluiten en molshopen), op akkers, in ruderale bermen, op steilkanten en op slootoevers.

### Syntaxonomie

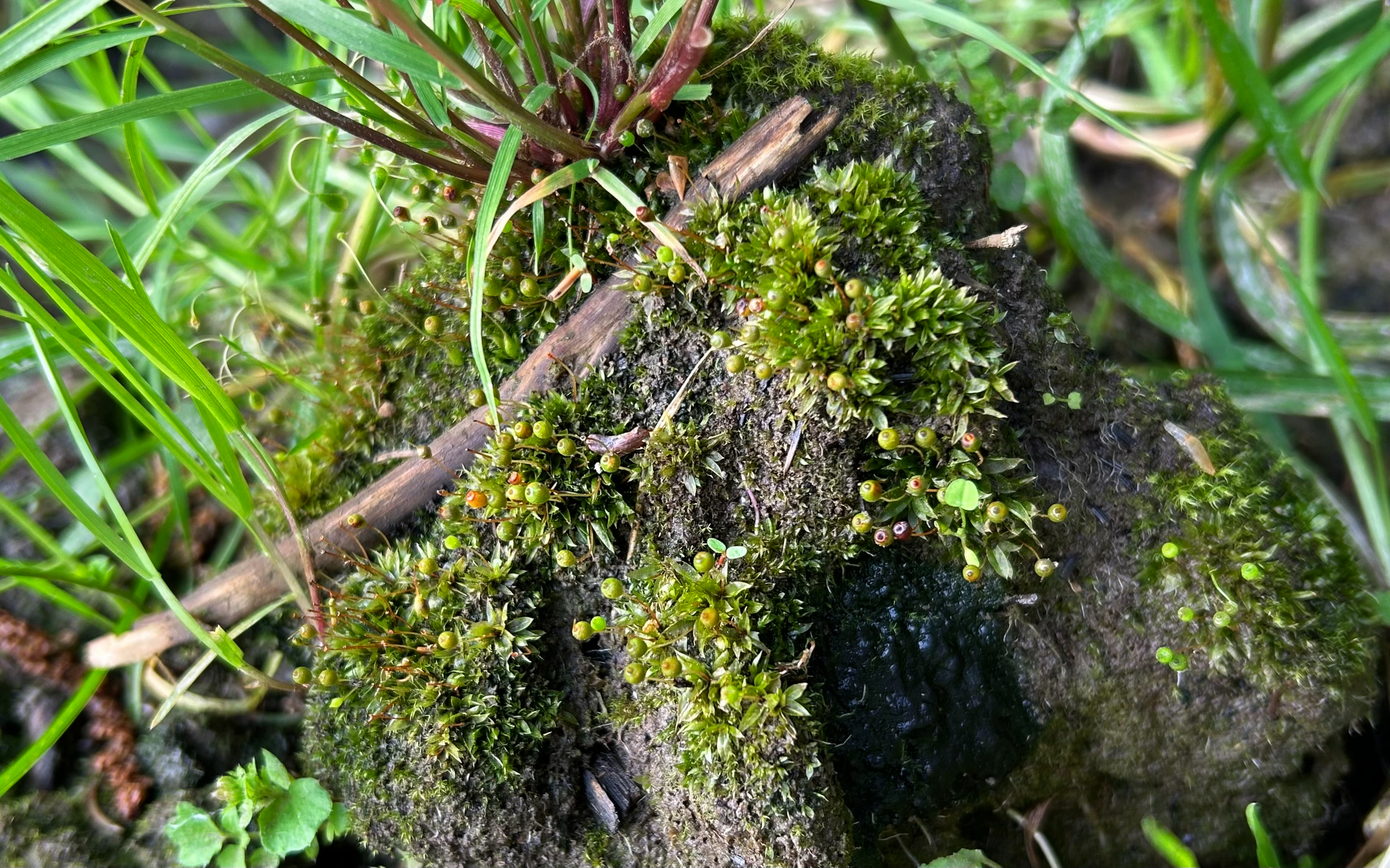
Microvegetatie van de associatie van gewoon knikkertjesmos op een kluit.

Gewoon knikkertjesmos staat te boek als kensoort voor de naar haar vernoemde associatie van gewoon knikkertjesmos (Physcomitrietum pyriformis).

## Verspreiding
Gewoon knikkertjesmos is in Nederland een algemene soort en is niet bedreigd.